# Mozee Montana
Mozee Montana (Мо́зи Монта́на; настоящее имя — Али́на Сарки́совна Мкртчян; род. 16 августа 1997, Ереван) — российская хип-хоп-исполнительница и автор песен.

## Биография
Алина Саркисовна Мкртчян родилась в Ереване; в раннем возрасте вместе с семьёй переехала во Владивосток. С детства увлекалась хип-хопом, как и её отец: он слушал Тупака и Big Pun. Когда Мкртчян было 9 лет, отец ушёл из жизни, из-за чего её мать начала употреблять наркотики и выходило так, что в месяц у неё могло быть по две передозировки, но позже она бросила употреблять. В этом же возрасте Алина записала первые стихи; в 11 лет — свои первые треки, а в 12 начала участвовать в местных рэп-баттлах. По её словам, там её не воспринимали всерьёз, потому что в них участвовали в основном 25-летние мужчины. 
В 2014—2015 годах выпустила свои первые релизы: три мини-альбома под псевдонимом $low Mo — Total Black, XXXVI и LTVM. После исполнения 17 лет, не окончив 10 класс, она уехала в Москву с накоплениями в размере 50 тысяч рублей. Как говорит сама Алина, когда она приехала в столицу, ей было тяжело — нужно было оплачивать аренду; также ей хотелось отправлять деньги маме. Иную работу она не нашла и приходилось работать закладчицей. В 18 она занималась гострайтингом и открыла бизнес со своим другом, тем самым заработав свой первый миллион рублей.
Первую популярность получила после того, как её пригласили на «Slovo: Дальний Восток». После этого она заметила в «Твиттере», как российский рэпер Oxxxymiron рассуждал на тему женского рэпа в России и ответила на его твит: «Чувак, а ты не думаешь, что проблема в публике, которая отказывается принимать женский рэп?» и отправила ссылку на свой SoundCloud. После этого рэпер обратил на неё внимание и похвалил её; как говорит сама Алина, после этого у неё было много уведомлений из «Твиттера».
28 июля 2017 года вышел мини-альбом Hayastan Boomin, в котором содержится совместный трек с Эмелевской под названием «Белуччи», на который был снят видеоклип; в этом же году 29 сентября вышла вторая часть альбома под названием Hayastan Boomin 2.
6 апреля 2018 года выходит первый студийный альбом «Молодая легенда»; 18 октября выходит следующий студийный альбом Flashback. 29 ноября 2019 года выходит ещё один альбом «Хуже всех». Пишет тексты песен для других исполнителей, среди которых Лил псина (Даша Каплан) («Молодая разведёнка», 2022), Китана (Виолетта Малышенко) («Пуссиликер», 2023; «Кен», 2023) и другие.

## Взгляды
В августе 2017 года в интервью изданию The Flow поделилась тем, что негативно относится к радикальному феминизму и сказала, что в целом не ассоциирует себя с феминизмом.
В 2019 году вместе с другими рэп-исполнителями подписала открытое письмо в поддержку Самариддина Раджабова и других фигурантов «московского дела».

## Дискография
| Название          | Детали                                                                                 |
| ----------------- | -------------------------------------------------------------------------------------- |
| «Молодая легенда» | - Релиз: 6 апреля 2018 - Лейбл: Rhymes Music - Формат: цифровая дистрибуция, стриминг  |
| Flashback         | - Релиз: 18 октября 2018 - Лейбл: Союз Мьюзик - Формат: цифровая дистрибуция, стриминг |
| «Хуже всех»       | - Релиз: 29 ноября 2019 - Лейбл: независимый - Формат: цифровая дистрибуция, стриминг  |

| Название          | Детали                                                                                  |
| ----------------- | --------------------------------------------------------------------------------------- |
| Hayastan Boomin   | - Релиз: 28 июля 2017 - Лейбл: независимый - Формат: цифровая дистрибуция, стриминг     |
| Hayastan Boomin 2 | - Релиз: 29 сентября 2017 - Лейбл: независимый - Формат: цифровая дистрибуция, стриминг |

### Синглы
- 2017 — «Неплохо для бабы»[8]
- 2017 — «No Pain»
- 2018 — «Неоновые сны»
- 2018 — «Каждый день»[21]
- 2018 — «На полу отеля»[22]
- 2018 — «Базарю»[23]
- 2018 — «Лучше, чем сейчас»[24]
- 2018 — «Шип»
- 2019 — «Флешфорвард»[25]
- 2019 — «Делай как Пеппа»
- 2019 — «В долгий путь»
- 2019 — «Море волнуется» (совместно с Совергоном)[26]
- 2019 — «Ветер перемен»
- 2021 — «Нинини»
- 2021 — «Ого»
- 2021 — «Безотцовщина»[27]
- 2021 — «Аргумент»
- 2022 — «777»
- 2022 — «Красный свет»[28]
- 2022 — «Тону»
- 2022 — «Кра»
- 2022 — «Не сегодня»
- 2022 — «Гуд монинг» (совместно с Китаной)[29]
- 2023 — «Лирика»
- 2023 — «Ляля» (совместно с Китаной)[30]
- 2023 — «Потрогать»
- 2023 — «7 Girls» (совместно с Лил псиной)[31]
- 2023 — «Волшебство» (совместно с Оеланой)[32]
- 2023 — «Шанель и водка» (совместно с Mint Lilu)[33]
- 2024 — «Навсегда» (совместно с Домом двадцать шесть)
- 2024 — «Мамасита»[34]

## Рэп-баттлы
| Соперник | Дата выхода   |
| -------- | ------------- |
| Mad Mind | 11 марта 2016 |
| E404     | 2016          |

| Соперник | Дата выхода    | П.    |
| -------- | -------------- | ----- |
| Walkie T | 16 апреля 2017 | [ 4 ] |

| Напарник  | Соперники           | Дата выхода  | П.     |
| --------- | ------------------- | ------------ | ------ |
| Маша Hima | Ира PSP и Lena Rush | 11 июня 2017 | [ 35 ] |

| Соперник | Дата выхода   | П.            |
| -------- | ------------- | ------------- |
| Galat    | 8 апреля 2018 | [ 36 ] [ 37 ] |

| Напарник | Соперники         | Дата выхода     | П.     |
| -------- | ----------------- | --------------- | ------ |
| Лиззка   | Замай и Fallen MC | 26 декабря 2018 | [ 38 ] |